# Haageocereus fascicularis
Haageocereus fascicularis o quisco de la precordillera de Arica, es una especie fanerógama de cactus  de la familia de las Cactaceae. 

## Distribución
Es nativa de Tarapacá en Chile.

## Descripción
Es ramificado en la base, alcanza 1 m de altura, con numerosos brazos gris verdoso de 5-10 dm de largo x 4–7 cm de diamétro. Presenta 11-18 codos obtusos, con aureolas con espinas marrones, volviéndose grises con la edad, 1-2 centrales derechas de 4–15 cm de largo,  y 7-10 radiales divergentes de 1–4 cm de largo.
Floración nocturna en verano; flores blancas muy perfumadas de 7–9 cm de largo, con pericarpio y tubo floral cubierto de pelos y de pequeñas escamas rojas. Frutos ovoides rojo brillantes. 

## Taxonomía
Haageocereus fascicularis fue descrita por (Meyen) F.Ritter y publicado en Kakteen in Südamerika 3: 1125. 1980.
Etimología
Haageocereus: nombre genérico  de Haageo en honor al apellido de la familia Haage, cultivadores alemanes, y Cereus = cirio, en referencia a la forma de cirio o columna de sus tallos.
fascicularis epíteto latino que significa "fasciculada, en paquetes".
Sinonimia
- Cereus fascicularis Meyen
- Cactus fascicularis (Meyen) Meyen 1833
- Echinocactus fascicularis (Meyen) Steudel
- Trichocereus fascicularis (Meyen) Britton & Rose
- Weberbauerocereus fascicularis (Meyen) Backeberg[3]